# Sylvia Ruuska
Sylvia Ruuska   (Berkeley, 4 de juliol de 1942 - 7 de febrer de 2019) és una nedadora estatunidenca, ja retirada, que va competir durant la dècada de 1950.
Amb tan sols 14 anys va prendre part en els Jocs Olímpics d'Estiu de 1956 de Melbourne, on disputà dues proves del programa de natació. Guanyà la medalla de plata en els 4×100 metres lliures, formant equip amb Shelley Mann, Nancy Simons i Joan Rosazza, i la de bronze en els 400 metres lliures.
El 27 de juny de 1958 fou la primera dona en establir un rècord mundial oficial en els 400 metres estils individual, amb un temps de 5' 46,6". Posteriorment va batre el seu propi rècord en tres ocasions entre 1958 i 1959, deixant-lo finalment en 5'40,2" el 17 de juliol de 1959. També va establir el rècord del món dels 200 metres estils, amb un temps de 2'43,2", el 16 d'agost de 1958 i novament el 14 de gener de 1959 amb 2'40,3". Tots aquests rècords foren millorats posteriorment per Donna de Varona. Als Jocs Panamericans de Chicago de 1959 va guanyar una medalla de plata en els 400 metres lliures.
Als Jocs Olímpics d'Estiu de 1960 de Roma va disputar les sèries dels 4×100 metres lliures del programa de natació. L'equip acabà guanyant la medalla d'or, però segons les normes de natació vigents aleshores no va rebre cap medalla perquè no va disputar la final.
El 1976 ingressà a l'International Swimming Hall of Fame.